# Distretto di Tenedo
Tenedo (Tènedo; in turco Bozcaada o Bozca ada, in greco Τένεδος?, Τénedos) è un'isola della Turchia situata nel Mar Egeo a poco a sud dell'ingresso dello stretto dei Dardanelli e distante circa 6 chilometri dalla costa anatolica.
Amministrativamente costituisce un distretto della provincia di Çanakkale, l'unico della Turchia a non comprendere alcun villaggio. La popolazione è infatti concentrata interamente nel centro abitato di Tenedo che si trova sulla costa orientale dell'isola.

## Storia
L'isola, che prenderebbe il nome da Tenete, è nota fin dall'antichità essendo citata in diversi punti dell'Iliade di Omero: secondo Omero infatti quest'isola, prospiciente alla città di Troia, vide svolgersi diversi fatti della guerra di Troia. In particolare, è qui che le navi achee si sarebbero nascoste simulando la partenza nel quadro dello stratagemma che doveva condurli alla conquista della città.
Nel periodo medioevale nel X e XI secolo l'isola, per la sua posizione strategica, venne contesa tra l'impero Romano di Costantinopoli e le altre potenze marittime, finché, a seguito di un trattato del 1261 tra l’imperatore di Bisanzio e il Capitano del Popolo genovese Guglielmo Boccanegra, alla Repubblica di Genova vennero affidati diversi territori che di fatto controllavano l'accesso navale al mar Nero, tra cui Tenedo; l'isola tra alterne vicende rimase sotto il controllo Genovese fino al 1456, quando cadde in mano ai Turchi, ed ai genovesi venne concesso di mantenere un Fondaco come deposito per i commerci, pagando un dazio agli Ottomani.
Durante la guerra di Candia fra Veneziani e Turchi (1656) un contingente veneziano sbarcò il 5 luglio sull'isola. Le truppe venete che erano comandate dal Alessandro del Borro dopo otto giorni riuscirono a conquistare la fortezza.
I Turchi alla cui testa vi era Alì Mehmet dovettero lasciare in mano ai vincitori tutto l'equipaggiamento bellico.
Nel 1822 2 brigantini e 2 brulotti greci attaccarono le navi turche alla fonda nel porto dell'isola. I Greci che erano comandati da Canaris e Ciriaco, riuscirono ad incendiare due navi nemiche. La reazione turca fu immediata ma venne ostacolata da una furiosa tempesta che di fatto aiutò la ritirata greca.